# Sandra Seifert
Sandra Inez Suravilla Seifert (Taipei, 1º febbraio 1984) è una modella filippina, di origini tedesche.
Dopo aver studiato come infermiera a New York, è stata incoronata Miss Terra Filippine, ed è stata quindi designata come rappresentante delle Filippine per Miss Terra 2009, che si è tenuto a San Juan, Filippine. In occasione del concorso internazionale, la Seifert è stata incoronata Miss Aria (seconda classificata) il 22 novembre 2009.